# Roupie népalaise
Pour les articles homonymes, voir Roupie.

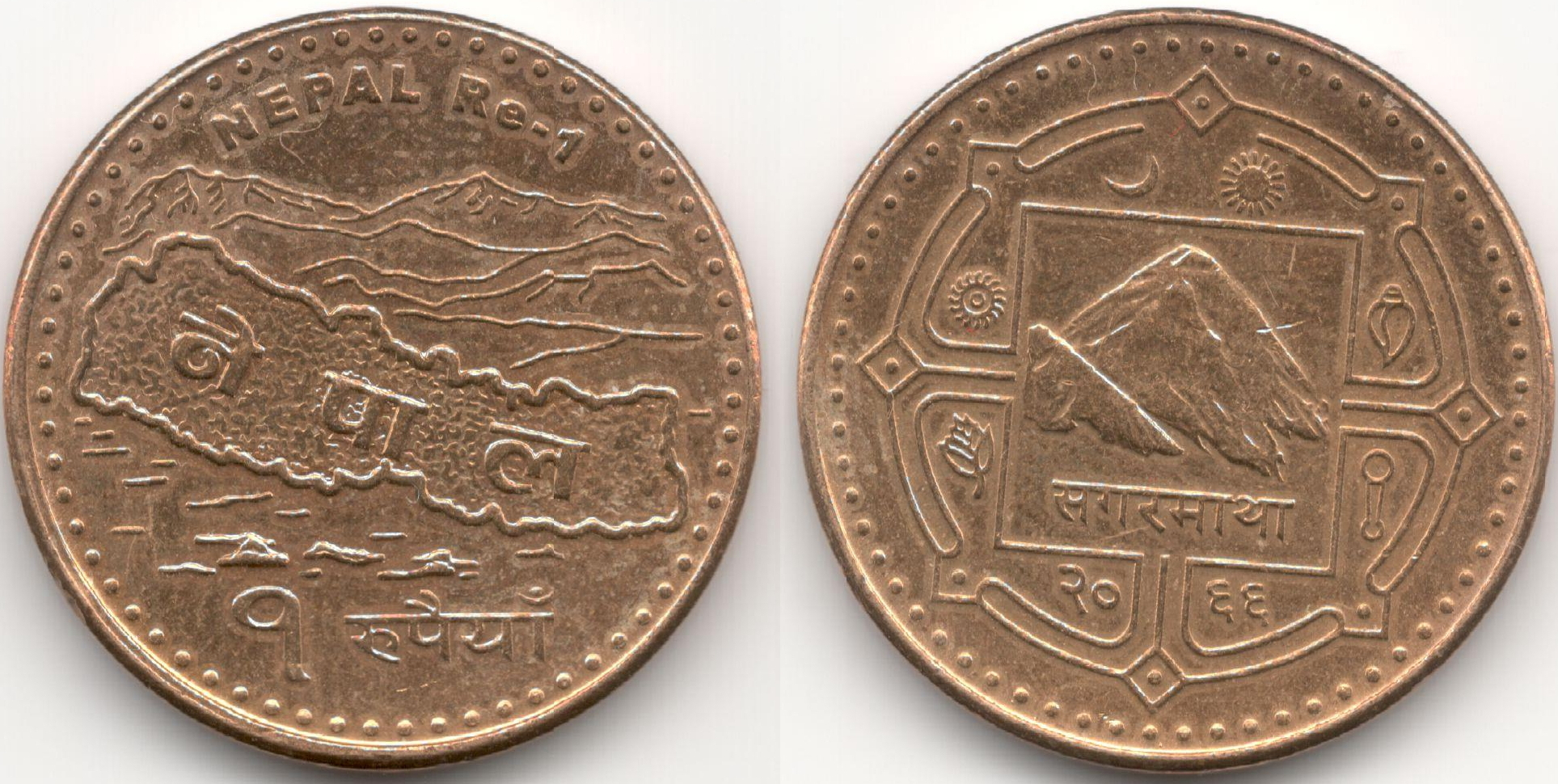
Pièce d’une roupie népalaise.

La roupie népalaise (en népalais रूपैयाँ) est la monnaie officielle du Népal. 

## Historique
L'émission de la monnaie est contrôlée par la Nepal Rastra Bank. Le symbole de la roupie népalaise est Rs, ₨ ou plus fréquemment Rps.
La roupie a été introduite en 1932, pour remplacer le mohar d'argent, au taux de 2 mohar = 1 roupie. À l'origine, la roupie était appelée le mohru au Népal.
La valeur de la roupie népalaise est indexée sur celle de la roupie indienne (avec un taux de 1,6 roupie népalaise = 1 roupie indienne).

## Billets utilisés
Les pièces de monnaie n’étant presque plus utilisées, les billets suivants sont utilisés par les Népalais.
- 1 000 roupies
- 500 roupies
- 100 roupies
- 50 roupies
- 25 roupies
- 20 roupies
- 10 roupies
- 5 roupies

Les billets de 500 roupies sont de deux formes : avec l’effigie du roi ; sans l’effigie du roi.
On remarquera sur le billet sans effigie royale que le rhododendron (emblème du Népal) au niveau du filigrane cache en fait l’effigie du roi, destitué en 2008.